# Okteabrske, Sovietskîi
Okteabrske (în ucraineană Октябрське) este un sat în comuna Nekrasovka din raionul Sovietskîi, Republica Autonomă Crimeea, Ucraina.

## Demografie
Componența lingvistică a localității Okteabrske
     Rusă (56,84%)
     Tătară crimeeană (31,01%)
     Ucraineană (9,87%)
     Romani (1,65%)
     Alte limbi (0,13%)
Conform recensământului din 2001, majoritatea populației localității Okteabrske era vorbitoare de rusă (56,84%), existând în minoritate și vorbitori de tătară crimeeană (31,01%), ucraineană (9,87%) și romani (1,65%).